# Імбир гіркий
Імбир гіркий, імбир шишковидний, імбир зерумбет (Zingiber zerumbet) — багаторічна рослина родини імбирні (Zingiberaceae).

## Будова

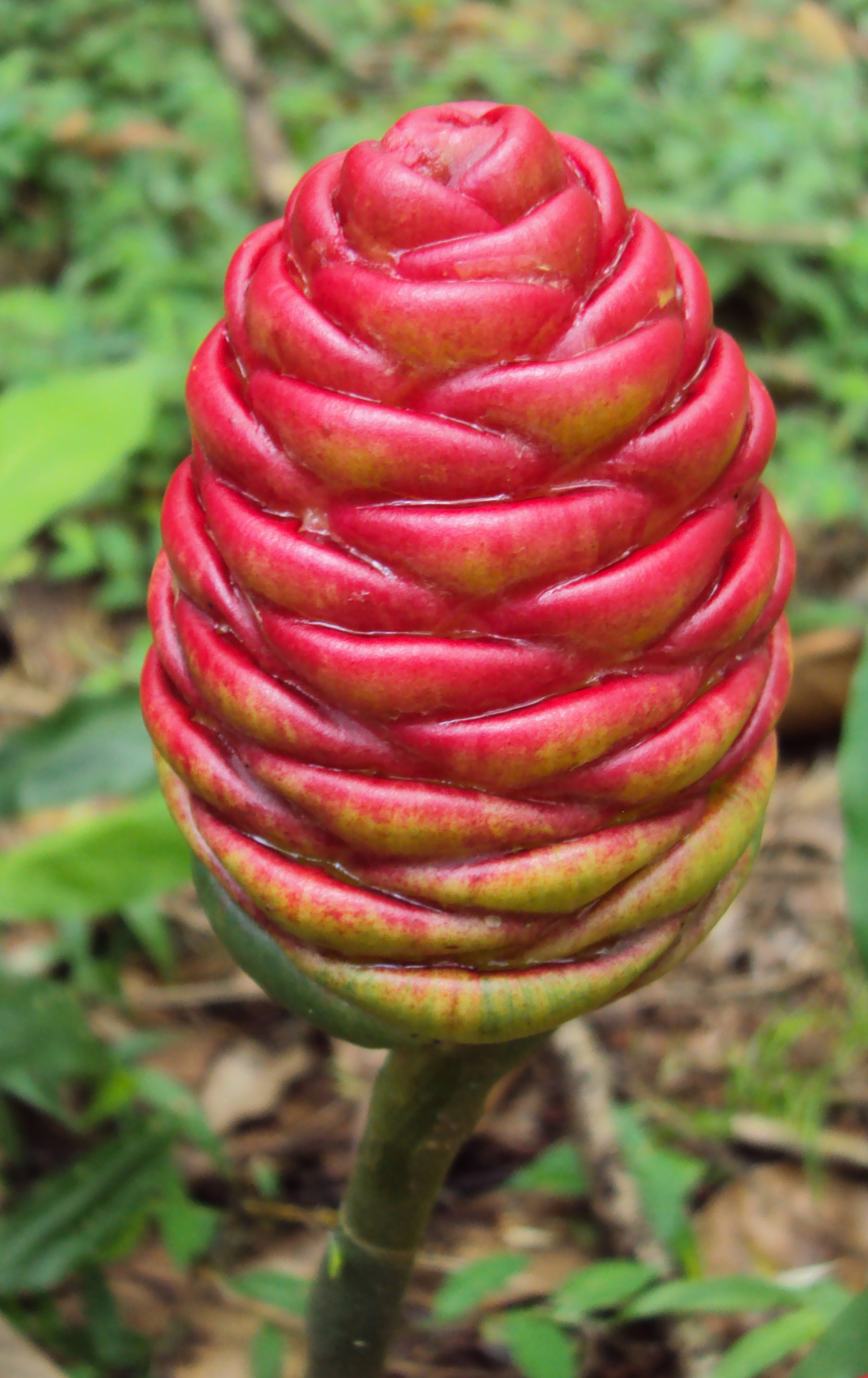
Суцвіття імбиру гіркого

Багаторічна рослина, що зберігає підземні світло-коричневе кореневище впродовж зими (сухий сезон). Навесні імбир гіркий випускає листові стебла завдовжки 1,2 метра. Листки до 20 см, лінійної форми, жилкування — перисте. Квіткові суцвіття мають шишкоподібну форму, ростуть на окремих коротких стеблах прямо із землі. З'являються влітку після того як листові стебла уже виросли. Квіти на суцвітті з'являються по декілька за один раз. Суцвіття поступово набуває яскравого червоного кольору, що надає їм дивовижний вигляд — ніби це окрема, не пов'язана з зеленими пагонами Zingiber zerumbet рослина.

## Поширення та середовище існування
Імбир гіркий походить з Індії, проте зараз широко розповсюджений у тропічних країнах. Зустрічається на Гаваях.

## Використання
Використовується як спеція у багатьох національних кухнях. Сік імбиру гіркого із соком Syzygium malaccense гарно втамовує спрагу.
У народній медицині застосовують при розладах шлунку, зубних болях. На Гаваях сік традиційно використовувався як шампунь.